# Bonnesvalyn
Bonnesvalyn település Franciaországban, Aisne megyében. Lakosainak száma 207 fő (2022. január 1.). Bonnesvalyn La Croix-sur-Ourcq, Épaux-Bézu, Grisolles, Latilly, Monthiers és Sommelans községekkel határos.

## Népesség
A település népességének változása:
| Lakosok száma | 148  | 139  | 203  | 195  | 243  | 241  | 236  | 221  | 216  | 207  |
|               | 1968 | 1982 | 1990 | 2006 | 2013 | 2015 | 2017 | 2019 | 2020 | 2022 |